# Aeroporto de Lins
O Aeroporto Estadual de Lins / Governador Lucas Nogueira Garcez, localizado no interior do estado de São Paulo, tem como objetivo servir a aviação geral, não possui voos regulares de companhias aéreas. É administrado pela prefeitura de Lins.

## Aeroporto Municipal deLins/ Governador Lucas Nogueira Garcez
SWXQ/LIP (antigamente foi SBLN)

### Características
Latitude: 21º 39’46”’ S - Longitude: 049º 43’52” O 		

Indicação ICAO: SWXQ - Horário de Funcionamento: Nasc ao por sol 	

Código de Pista: 2 - Tipo de Operação: IFR não precisão 	

Altitude: 475m/1.559 ft - Área Patrimonial (ha): 154,90 	  	

Temp. Média: 31,8 °C - Categoria Contra Incêndio disponível: 0 	

Distância da Capital (km) - Aérea: 405 Rodoviária: 450 	  	

Distância até o Centro da Cidade: 2 km 

Endereço: Avenida Luiz Fava, s/nº - CEP: 16401-371 		

Fone: (14) 3522-1777 - Fax: (14) 3522-1777 	  	

### Movimento
Dimensões (m): 1.700 x 35  	   	

Designação da cabeceira: 14 - 32 - Cabeceira Predominante: 14 	

Declividade máxima: 1,25% - Declividade Efetiva: 1,07% 	

Tipo de Piso: asfalto - Resistência do Piso (PCN): 30/F/A/X/T

### Pista
Ligação do pátio à pista de pouso - PRA (m): 115 x 23  	 

Tipo de Piso: asfalto 	

Distância da cabeceira mais próxima (m): 720

### Pátio
Dimensões (m): 70x100 - Capacidade de Aviões: EMB-120 

Dist. da Borda ao Eixo da Pista(m): 127,5 	

Tipo de Piso: concreto

### Auxílios operacionais
NDB: 400 - VOR - DME - EPTA / Estação Meteorológica 

Sinais de Eixo de Pista - Biruta - Farol Rotativo - Luzes de Pista 

Sinais de Cabeceira de Pista - Sinais Indicadores de Pista 

Sinais de Guia de Táxi - Luzes de Táxi - Luzes de Cabeceira 

Luzes de Obstáculos - Iluminação de Pátio - Freq. Rádio: 130,00 

Freq. do Aeródromo: 123,45 - Circuito de Tráfego Aéreo: Padrão

### Abastecimento
Sim

### Instalações
Terminal de Passageiros (m²): 350  	 

Estac. de Veículos - nº de vagas: 44 - Tipo de Piso: asfalto

### Serviços
Hangares: 7 - Cabine de Força (KF) - KC/KT 

Sinalização Vertical no TPS 

Telefone Público -  	 

Veículos de Emergência 

Área para Publicidade 

Sala AIS

### Outros
Não consta